# Diátesis (medicina)
La diátesis (del griego διάθεσις, arreglo, disposición) es la predisposición orgánica a padecer una enfermedad, predisposición que puede ser heredada (genética) o adquirida por factores ambientales. Sin embargo, sólo puede hablarse de diátesis cuando un elemento no sea la causa suficiente (aunque sí necesaria) para padecer una enfermedad. En el caso de las enfermedades mentales, se plantea un modelo etiológico de diátesis-estrés, donde a la predisposición hay que añadir un acontecimiento ambiental estresante.

## Ejemplos

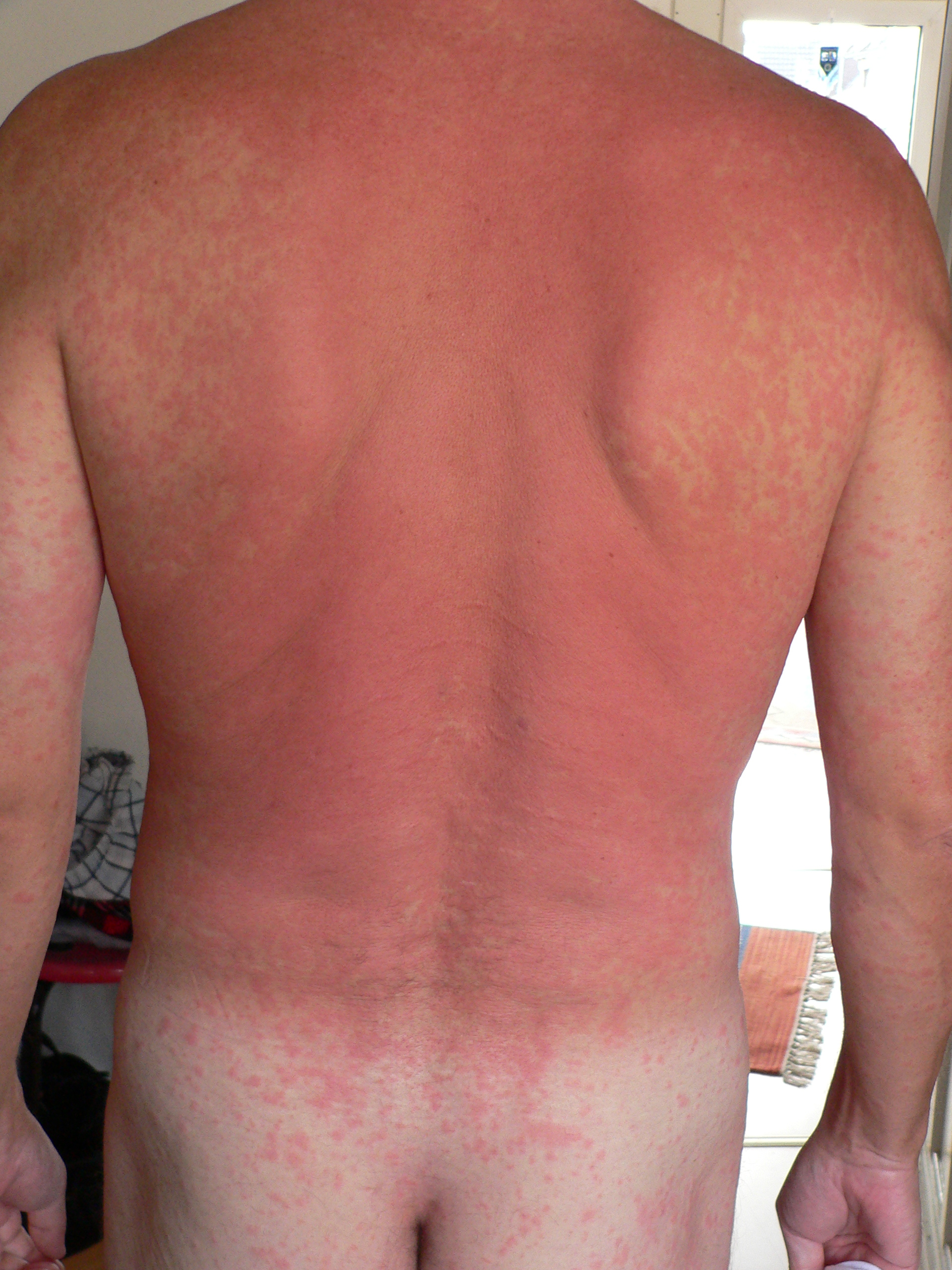
Eflorescencia alérgica en la espalda de un hombre.

- diátesis alérgica (véase alergia);
- edema de Quincke: diátesis angioneurótica;
- diátesis de Czerny: niños con apariencia edematosa con palidez y rinofaringitis recurrente, propensos a padecer procesos exudativos cutáneos, hiperplasia linfática e inflamación de las mucosas;
- diátesis cistínica: síndrome de Abderhalden-Kaufmann-Lignac (cistinosis);
- diátesis hemorrágica: condición del organismo congénita o adquirida que predispone a sangrar de forma anómala, debido a una alteración en cualquiera de las cuatro fases de que consta el mecanismo fisiológico de la hemostasia; las diátesis hemorrágicas congénitas en cualquiera de las fases de la coagulación son enfermedades muy poco frecuentes;
- diátesis sanguínea: se manifiesta con una coagulación intravascular diseminada que puede no observarse macroscópicamente, pero que sí es muy evidente microscópicamente; puede causar insuficiencia circulatoria difusa, particularmente en el cerebro, en los riñones, en los pulmones o en el corazón.